# Методи та об'єкти хімічного аналізу
«Методи та об'єкти хімічного аналізу» (англ. Methods and objects of chemical analysis) — науково-практичний журнал, що видається Київським національним університетом імені Тараса Шевченка.
Журнал було створено за поданням Наукової Ради НАН України з Аналітичної хімії 2006 року (Свідоцтво про державну реєстрацію КВ № 11451-324Р від 07.07.2006), ISSN 1991-0290 (Print), 2413-6166 (Online)
Профіль журналу: аналітична хімія, хімічний аналіз, фармацевтичний аналіз
До друку приймаються: оглядові статті провідних фахівців області; статті, присвячені науковим і науково-практичним питанням аналітичної хімії; статті про останні розробки в аналітичному приладобудуванні.
Мета журналу — вирішити проблему оперативної публікації наукових досліджень в аналітичній хімії, а також у суміжних областях науки — пробопідготовці, хроматографії, фарманалізі, хімічній метрології, біоаналітичній хімії, досліджень із сенсорної тематики, створення нових методів і матеріалів для аналітичного застосування. Журнал покликаний інформувати наукові колективи, аналітичні та вимірювальні лабораторії, лабораторії контролю якості про останні досягнення вчених України, Росії та зарубіжжя в області аналітичної і біоаналітичної хімії. Крім того, в журналі планується розміщення статей з інформацією про останні досягнення в галузі приладобудування, пробопідготовці, атестації і т. п. Одне із завдань журналу — скоротити розрив між аналітиками-практиками і науковцями, які працюють в області аналітичної хімії.
Індексація журналу міжнародними науковометричними базами
Журнал індексується Google Scholar.
Із січня 2017 індексується Scopus та Web of Science.
Головний редактор:
Зайцев Володимир Миколайович, доктор хімічних наук, професор, член-кореспондент НАН України
(Папський католицький університет Ріо-де-Жанейро, Бразилія) h-index 17
Заступники головного редактора:
- Антонович Валерій Павлович, доктор хімічних наук, професор (Фізико-хімічний інститут ім. О. В. Богатського НАН України) h-index 8
- Тананайко Оксана Юріївна, доктор хімічних наук, доцент (Київський національний університет імені Тараса Шевченка, Україна)

Технічна редакція журналу:
Зав. редакції — кандидат хімічних наук Линник Ростислав Петрович.
Члени редколегії:
Базель Ярослав Рудольфович (Україна), Malgorzata Barańska (Польща), Блажеєвський Микола Євстахійович (Україна), Бударін В.Л. (Велика Британія), Вершинін В.І. (Росія), Вишнікін Андрій Борисович (Україна), Santiago Garcia-Granda(Іспанія), Гризодуб Олександр Іванович (Україна),  Dalimova Galina, Єльська Ганна Валентинівна (Україна), Зуй Олег Вікторович (Україна), Іванець А. (Білорусь) [[Карпічев Євген Адольфович] (Естонія), Labuda Ján (Польща), Lieberzeit Peter A. (Австрія), Максін Віктор Іванович, Мілюкін Михайло Васильович (Україна), Mikhalovsky S. (Велика Британія), Мчедлов-Петросян Микола Отарович (Україна), Nazarenko Alexander Yu. (США), Namieśnik Jacek, Peteu Serban F. (США), Покровский Валерій Олександрович (Україна), Солдаткін Олексій Петрович, (Україна), Szunerits Sabine (Франція), Сухан Василь Васильович (Україна), Трохімчук Анатолій Костянтинович (Україна), Chankvetadze Bezhan (Грузія), Штиков С.Н. (Росія).